# Giorgi Zchowrebadse
Giorgi Zchowrebadse (georgisch გიორგი ცხოვრებაძე englisch Giorgi Tskhovrebadze; * 19. Februar 2001 in Tiflis) ist ein georgischer Handballspieler. Er selbst verwendet international die englische Transkription Giorgi Tskhovrebadze.

## Karriere

### Verein
Giorgi Zchowrebadse lernte das Handballspielen in seiner Heimatstadt Tiflis, bevor er im November 2017 in die Nachwuchsakademie des französischen Erstligisten Montpellier Handball wechselte. In der Saison 2019/20 bestritt der 1,94 m große rechte Rückraumspieler seine ersten Spiele in der ersten französischen Liga, der Starligue. Zur Saison 2021/22 wurde der Linkshänder an den Schweizer Erstligisten Pfadi Winterthur ausgeliehen, anschließend kehrte er nach Montpellier zurück. Zur Saison 2023/24 wechselte er zum deutschen Bundesligisten VfL Gummersbach. Im August 2025 schloss er sich dem kroatischen Erstligisten RK Zagreb an.

### Nationalmannschaft
Mit der georgischen Nationalmannschaft qualifizierte sich Giorgi Zchowrebadse für die Europameisterschaft 2024. 2021 richtete Georgien die Men’s IHF/EHF Trophy aus. Nach Siegen gegen Aserbaidschan (36:16), Moldau (27:20), Bulgarien (32:19) und im Finale Zypern (32:18) wurde der Gastgeber erster Sieger des Turniers, Zchowrebadse wurde bester Torschütze des Turniers. Mit Georgien belegte er den 18. Platz bei der Europameisterschaft 2024, mit 21 Toren war er der erfolgreichste Torschütze seines Teams.